# 恶魔城系列
惡魔城是日本電子遊戲商科樂美推出的電子遊戲系列，敘述古老滅魔師家族，貝爾蒙多的當家們歷經重重冒險，最終擊敗宿敵德古拉的故事。惡魔城系列首作《惡魔城》於1986年9月於任天堂紅白機之磁碟機配件FC磁碟機上發行，歷經數十年而成為了橫跨電子遊戲、音樂、動畫等數位媒體的龐大遊戲系列。

## 名稱用法
現在日本方面，在命名上視劇情需要跟遊戲安排，會以「Castlevania」（キャッスルヴァニア）跟「惡魔城德古拉」（悪魔城ドラキュラ）兩種名稱，在國外的名稱一律使用「Castlevania」，並且有些作品的名稱在日本與歐美是不同的（就字面上直接翻譯而言）。陆港台的玩家對惡魔城的稱呼是沒有念後面的「德古拉」，大多以日本的名稱來稱呼遊戲，通常有副標題的作品會直接用副標題來稱呼遊戲。

## 作品列表
| 中文名稱                              | 日版名稱                                           | 歐美版名稱                                                           | 發售日期、遊戲平台                                           |
| ------------------------------------- | -------------------------------------------------- | -------------------------------------------------------------------- | ------------------------------------------------------------ |
| 惡魔城                                | 悪魔城ドラキュラ                                   | Castlevania                                                          | FC磁碟機，1986、FC，1993、Wii VC，2007                       |
| 惡魔城（MSX2版）                      | 悪魔城ドラキュラ                                   | VAMPIRE KILLER                                                       | MSX2，1986                                                   |
| 恶魔城II 诅咒的封印                   | ドラキュラII呪いの封印                             | Castlevania II: Simon's Quest                                        | FC磁碟機，1987                                               |
| 鬧鬼之城                              | 悪魔城ドラキュラ                                   | Haunted Castle                                                       | AC，1988                                                     |
| 德古拉傳說                            | ドラキュラ伝説                                     | Castlevania: The Adventure                                           | Game Boy，1989                                               |
| 惡魔城傳說                            | 悪魔城伝説                                         | Castlevania III: Dracula's Curse                                     | FC，1989                                                     |
| 恶魔城外传 少年德古拉君               | 悪魔城すぺしゃる ぼくドラキュラくん                | Castlevania Special: I'm Kid Dracula                                 | FC，1990                                                     |
| 德古拉傳說II                          | ドラキュラ伝説II                                   | Castlevania II: Belmont's Revenge                                    | Game Boy，1991                                               |
| 惡魔城 (超級任天堂)                   | 悪魔城ドラキュラ                                   | Super Castlevania IV                                                 | SFC，1991                                                    |
| 惡魔城Special我是德古拉（Game Boy版） | 悪魔城すぺしゃる ぼくドラキュラくん                | Kid Dracula                                                          | Game Boy，1993                                               |
| 惡魔城（X68000版）                    | 悪魔城ドラキュラ                                   | Castlevania Chronicles                                               | X68000，1993                                                 |
| 惡魔城X 血之輪迴                      | 悪魔城ドラキュラX血の輪廻                          | Castlevania: Rondo of Blood                                          | PC－E SUPER CD-ROM，1993、Wii VC，2008                       |
| 惡魔城 血族                           | バンパイアキラー                                   | 美版：Castlevania: Bloodlines、歐版：Castlevania: The New Generation | Mega Drive，1994                                             |
| 惡魔城XX                              | 悪魔城ドラキュラXX                                 | 美版：Castlevania: Dracula X、歐版：Castlevania: Vampire's Kiss      | SFC，1995                                                    |
| 惡魔城 The Bloodletting               | -                                                  | Castlevania: The Bloodletting                                        | Sega 32X，開發中止                                           |
| 惡魔城X 月下夜想曲                    | 悪魔城ドラキュラX月下の夜想曲                      | Castlevania: Symphony of the Night                                   | Playstation，1997、Sega Saturn，1998、XBOX Live Arcade，2007 |
| 惡魔城X 月下夜想曲(Game.com遊戲)      | 悪魔城ドラキュラX月下の夜想曲(ゲーム・コム)        | Castlevania: Symphony of the Night(Game.com video game)              | Game.com，開發中止                                           |
| 恶魔城 漆黑前奏曲                     | 悪魔城ドラキュラ 漆黒たる前奏曲                    | Castlevania: Legends                                                 | Game Boy，1997                                               |
| 惡魔城 默示錄                         | 悪魔城ドラキュラ黙示録                             | Castlevania                                                          | 任天堂64，1999                                               |
| 惡魔城 默示錄外傳                     | 悪魔城ドラキュラ黙示録外伝LEGEND OF CORNELL        | Castlevania: Legacy of Darkness                                      | 任天堂64，1999                                               |
| 惡魔城 蘇生的水                       | -                                                  | Castlevania: Resurrection                                            | Dreamcast，開發中止                                          |
| 惡魔城 月輪                           | 悪魔城ドラキュラサークル オブ ザ ムーン            | Castlevania: Circle of the Moon                                      | Game Boy Advance，2001                                       |
| 惡魔城年代記                          | 悪魔城年代記 悪魔城ドラキュラ                      | Castlevania Chronicles                                               | Playstation，2001                                            |
| 惡魔城 白夜協奏曲                     | キャッスルヴァニア 白夜の協奏曲                    | Castlevania: Harmony of Dissonance                                   | Game Boy Advance，2002                                       |
| 惡魔城 曉月圓舞曲                     | キャッスルヴァニア 暁月の円舞曲                    | Castlevania: Aria of Sorrow                                          | Game Boy Advance，2003                                       |
| 惡魔城 無罪的嘆息                     | キャッスルヴァニア                                 | 美版：Castlevania: Lament of Innocence、歐版：Castlevania            | Playstation 2，2003                                          |
| 惡魔城 完全版                         | 悪魔城ドラキュラ完全版                             | Castlevania Complete Edition                                         | 手機遊戲，2004                                               |
| 惡魔城 蒼月十字架                     | 悪魔城ドラキュラ 蒼月の十字架                      | Castlevania: Dawn of Sorrow                                          | 任天堂DS，2005                                               |
| 惡魔城 闇之咒印                       | 悪魔城ドラキュラ 闇の呪印                          | Castlevania: Curse of Darkness                                       | Xbox、Playstation 2，2005                                    |
| 惡魔城 迷宮迴廊                       | 悪魔城ドラキュラ ギャラリー オブ ラビリンス        | Castlevania: Portrait of Ruin                                        | 任天堂DS，2006                                               |
| 惡魔城 影之命令                       | 悪魔城ドラキュラ 影のコマンド                      | Castlevania: Order of Shadows                                        | 手機遊戲，2007                                               |
| 惡魔城X年代記                         | 悪魔城ドラキュラXクロニクル                        | Castlevania: The Dracula X Chronicles                                | PSP，2007                                                    |
| 惡魔城 被奪走的刻印                   | 悪魔城ドラキュラ 奪われた刻印                      | Castlevania: Order of Ecclesia                                       | 任天堂DS，2008                                               |
| 惡魔城THE MEDAL                       | 悪魔城ドラキュラTHE MEDAL                          | Castlevania The Medal                                                | AC，2008                                                     |
| 惡魔城 (TGS 2008)                     | 悪魔城ドラキュラ(TGS 2008)                         | Castlevania(TGS 2008)                                                | Playstation 3、Xbox360，開發中止                             |
| 惡魔城 審判                           | 悪魔城ドラキュラ ジャッジメント                    | Castlevania Judgment                                                 | Wii，2009                                                    |
| 角子機 惡魔城                         | パチスロ悪魔城ドラキュラ                           | Slot machine Castlevania                                             | 角子機，2009                                                 |
| 惡魔城街機版                          | 悪魔城ドラキュラTHE ARCADE                         | Castlevania The Arcade                                               | AC，2009                                                     |
| 德古拉傳說 重生                       | ドラキュラ伝説ReBirth                              | Castlevania: The Adventure ReBirth                                   | WiiWare，2009                                                |
| 惡魔城 闇影主宰                       | キャッスルヴァニア ロード オブ シャドウ            | Castlevania: Lords of Shadow                                         | Playstation 3、Xbox360、PC，2010                             |
| 惡魔城 絕望協奏曲                     | 悪魔城ドラキュラ ハーモニー オブ ディスペアー      | Castlevania: Harmony of Despair                                      | Playstation 3，2011、Xbox Live Arcade，2010                  |
| 角子機 惡魔城II                       | パチスロ悪魔城ドラキュラII                         | Slot machine Castlevania II                                          | 角子機，2010                                                 |
| 惡魔城方塊 夜之再演                   | 悪魔城ドラキュラパズル：夜のアンコール             | Castlevania Puzzle: Encore of the Night                              | 手機遊戲，2010                                               |
| 角子機 惡魔城III                      | パチスロ悪魔城ドラキュラIII                        | Slot machine Castlevania III                                         | 角子機，2012                                                 |
| 惡魔城 闇影主宰 宿命魔鏡              | キャッスルヴァニア ロード オブ シャドウ 宿命の魔鏡 | Castlevania: Lords of Shadow - Mirror of Fate                        | 任天堂3DS，2012                                              |
| 惡魔城 闇影主宰2                      | 悪魔城ドラキュラ ロード オブ シャドウ 2            | Castlevania: Lords of Shadow2                                        | Playstation 3、Xbox360、PC，2014                             |
| 惡魔城 Grimoire of Souls              | 悪魔城ドラキュラ Grimoire of Souls                 | Castlevania: Grimoire of Souls                                       | IOS，開發中止                                                |
| 惡魔城週年慶合輯                      | 悪魔城ドラキュラ アニバーサリーコレクション        | Castlevania Anniversary Collection                                   | Playstation 4、Xbox One、PC、任天堂Switch，2019              |

## 故事敘述
主要敘述吸收人世間的黑暗面情緒所轉化的黑暗力量，並以此力量肆虐人間的吸血鬼伯爵德古拉，以及一個追跡德古拉恐怖力量的古老滅魔家族 貝爾蒙多（ベルモンド，英文名為Belmont或Belmondo）經過好幾世紀的恩怨及使命傳承所造成的衝突，地點大多在現今東歐羅馬尼亞境內的特蘭西瓦尼亞地區（トランシルバニア，Transylvania）上演。
有趣的是，系列許多作品很少描寫到德古拉率領之黑暗妖魔軍團在人世間大肆燒殺擄獵的場面，僅有少數作品在過場動畫跟劇情有提起，但在國外一個記者與近期系列作監督IGA的一場訪談，曾經對惡魔城城堡內的蠟燭燈台，破壞後會掉落奇妙物品做出簡單的定義「每個大小不一的燈台是慘死於黑暗軍團的無辜人民，其靈魂被禁錮在城內遂化身為燈台，當英雄打破時便形同解放靈魂昇天，所以掉出獎勵品以示感謝」，顯示德古拉軍團仍然有侵略人間。

## 歷史年表
由於遊戲製作人的不同，使得遊戲的歷史設定上產生了矛盾；前遊戲主要製作人（现已从KONAMI离职的）五十岚孝司將一部份遊戲歷史移去，稱為外傳。
正史
- 1094年 - 「惡魔城 無罪的嘆息」主角：里昂·貝爾蒙多
- 1476年 - 「惡魔城傳說」、「角子機 惡魔城III」主角：拉爾夫・C・貝爾蒙多
- 1479年 - 「惡魔城 闇之咒印」主角：海克特
- 1576年 - 「德古拉傳說」主角：克里斯多法·貝爾蒙多
- 1591年 - 「德古拉傳說II」主角：克里斯多法·貝爾蒙多
- 1691年 - 「惡魔城」主角：西蒙·貝爾蒙多
- 1698年 - 「惡魔城II詛咒的封印」主角：西蒙·貝爾蒙多
- 1748年 - 「惡魔城 白夜協奏曲」主角：吉斯特·貝爾蒙多
- 1792年 - 「惡魔城X血之輪迴」「惡魔城XX」「惡魔城X年代記」　主角：里希特·貝爾蒙多
- 1797年 - 「惡魔城X月下夜想曲」主角：阿魯卡多
- 1862年 - 「惡魔城 被奪走的刻印」主角：夏諾雅
- 1897年 - 原作小說《德古拉》、昆西・莫理斯討伐德古拉
- 1917年 - 「Bloodlines」主角：強尼·莫理斯與艾利克·里卡德
- 1944年 - 「惡魔城 迷宮迴廊」主角：喬納森·莫理斯與夏綠蒂·歐琳
- 1999年 - 設定、尤里烏斯·貝爾蒙多討伐德古拉，並且將其完全消滅
- 2035年 - 「惡魔城 曉月圓舞曲」主角：來須蒼真
- 2036年 - 「惡魔城 蒼月十字架」主角：來須蒼真

外傳
- 1450年 - 「惡魔城 漆黑前奏曲」主角：索尼亞·貝爾蒙多
- 1476年之後 - 「角子機 惡魔城」、「角子機 惡魔城II」主角：拉爾夫・C・貝爾蒙多
- 1600年代 -「惡魔城 影之命令」主角：戴斯摩德·貝爾蒙多
- 1820年 - 設定、莫理斯·伯德溫與尼森·葛雷弗斯的雙親將德古拉封印（來自「惡魔城 月輪」的說明書）
- 1830年 - 「惡魔城 月輪」主角：尼森·葛雷弗斯
- 1844年 - 「惡魔城 默示錄外傳」主角：卡尼爾與亨利
- 1852年 - 「惡魔城 默示錄」主角：萊因哈特・修奈特與凱莉·賀南迪茲
- 不明 - 「惡魔城THE ARCADE」
- 不明 - 「惡魔城 絕望協奏曲」
- 時之狹間 - 「惡魔城 審判」

平行世界
- 1047年 - 「惡魔城 闇影主宰」主角：加百列·貝爾蒙多
- 1072年、1103年 - 惡魔城 闇影主宰 宿命魔鏡主角：崔佛·貝爾蒙多、西蒙·貝爾蒙多
- 2057年 - 「惡魔城 闇影主宰2 Story of Alucard」主角：崔佛·貝爾蒙多
- 2057年 - 「惡魔城 闇影主宰2」主角：加百列·貝爾蒙多

授權作品
- 1870年 - 「月夜狂想曲」主角：阿魯卡多

開發中止
- 1666年 - 「惡魔城 蘇生的水平」　主角：索尼亞·貝爾蒙多與維克特·貝爾蒙多
- 1792年之後 - 「惡魔城 The Bloodletting」 主角：里希特·貝爾蒙多
- 不明 - 「惡魔城(TGS 2008)」 主角：阿魯卡多
- 德古拉滅亡後 - 「惡魔城 Grimoire of Souls」主角：阿魯卡多

## 遊戲風格
1986年第一款遊戲起，就是以相當不靈活的制式動作、優美好記憶的音樂曲風、刁鑽的地形及敵人配置、不留情的猛烈攻擊及高損傷而出名（這跟早期的遊戲程式碼撰寫行度不夠多有關，另外一種說法是針對現實人類的動作反應做寫實化），在眾多動作遊戲裡是出了名的高難度跟高挑戰性，對於對動作遊戲角色操控不太好的玩家而言相當辛苦，game over幾乎是家常便飯。
隨著各個不同的遊戲主機之運算性能的進步，動作這方面是趨向於靈活，並逐漸朝向ARPG這種動作與劇情、裝備取向、地圖探險型參雜的冒險遊戲，至於刁鑽的地形、陷阱跟強悍敵人都是中後段的關卡才會有的，避免玩家一開始就死傷慘重，可以順利破關。

## 改编作品

### 电影
美國的電影公司Crystal Sky Pictures向KONAMI購下拍攝「惡魔城」的電影版授權，據知，這電影將會由曾經執導過《異形戰場（Alien vs. Predator）》、《Resident Evil》等電影的英國導演Paul William Scott Anderson負責編劇以及執導，該導演的上述兩套電影都有不錯的風評，這套電影版「惡魔城」值得令人期待。
據知，電影版「惡魔城」將會著重描寫吸血鬼德古拉伯爵的來歷，以及描述吸血鬼獵人Belmont一族的興起，以及如何去討伐德古拉伯爵。電影預計在2006年年中開始進行拍攝，至於電影內各角色的選角則尚未有公佈。
不過自好萊塢有關遊戲改編電影的最新情報，電影版的《惡魔城》已經有了不錯的劇本但暫未確定開拍時間。
根據IGN Movies的報導，好萊塢製片人Paul W.S. Anderson向他們透露說《惡魔城》電影不會按原定計劃於2009年春天開拍，但他手中有一個很強的劇本，而且他本人對遊戲也很感興趣，所以眼下正在等待時機。
他說：「這個項目大家都很感興趣，我自己也很喜歡遊戲。我認為劇本寫的很強，大家都對這部片子充滿了熱情，但我們現在還在考慮何時開拍。」簡單地說就是要被腰斬了。

### 动画
美国在线视频服务商Netflix在2017年宣布将制作基于系列在1989年发售的游戏《惡魔城傳說》改编的动画剧集。动画由制作过的Frederator Studios负责。剧集的第一季已于2017年7月推出，第二季于2018年10月推出。

## 外部連結
- 恶魔城系列综合网站 （页面存档备份，存于）
- 寫實電影化情報來源 （页面存档备份，存于）